# ماری-هرانوش فلکیان
ماری-هرانوش فلکیان (ارمنی: Մարի-Հրանույշ Ֆելեկյան؛  ۱۸۷۵ – ۲۴ نوامبر ۱۹۳۶) یک بازیگر تئاتر اهل ارمنستان بود. وی بین نیمه سال‌های دهه ۱۸۸۰ تا - میلادی فعالیت می‌کرد.

## زندگی‌نامه
وی در ۱۸۷۵ در کنستانتینوپل یا تهران به دنیا آمد . وی خواهر واردیتر فلکیان بود.  وی در ۲۴ نوامبر ۱۹۳۶ در سن ۶۱ سالگی درگذشت.